# Beck-Friis
Beck-Friis är en svensk adelssläkt introducerad på Riddarhuset. Ursprunget för ätten Beck-Friis är den danska uradelssläkten Beck, vilken ägde Bosjökloster och Gladsax hus, med flera skånska slott. Jochum Beck, som 1660 blev svensk undersåte, var gift med en dotter till den danske kanslern Christian Friis. Hans sonson, överstelöjtnant Joachim Beck ärvde 1731 det friiska fideikommisset Hevringsholm, och fick 1733 tillåtelse att med sitt eget förena denna släkts namn och vapen, varefter han kallade sig Beck-Friis. Då han endast efterlämnade en dotter, övergick fideikommisset och namnet på brodern, major Corfitz Ludvig Beck-Friis (1685–1761), far till riksrådet Joachim Beck-Friis (1722–1797), som 1770 blev friherre och 1771 greve. 1791 utsträcktes grevevärdigheten även till hans brorson, Corfitz Ludvig Beck-Friis (1767–1834), stamfader för den nu levande ättegrenen.
Joakim Beck-Friis fick tillstånd att utbyta de friiska fideikommisset Hevringsholm i Danmark mot ett i Sverige, och inköpte då Fiholms slott, tillsammans med Börringeklosters slott där han 1763 uppförde den nya slottsbyggnaden. Han gjorde detta till sitt nya fideikommiss. Fiholms slott försåldes 1907 och utbyttes mot ett penningfideikommiss.

## Personer

### Alfabetiskt ordnade
- Aina Beck-Friis (1907–1963), konstnär
- Augustin Beck-Friis (1869–1927), friherre och diplomat
- Barbro Beck-Friis (född 1931), läkare med professors namn
- Carl Beck-Friis (1886–1969), bruksägare, politiker
- Christian Beck-Friis (1890–1950), ingenjör
- Corfitz Beck-Friis, flera personer
  - Corfitz Beck-Friis (1801–1870), greve och fideikommissarie
  - Corfitz Beck-Friis (1824–1897), greve och fideikommissarie
  - Corfitz Beck-Friis (1853–1911), greve och fideikommissarie
  - Corfitz Beck-Friis (1881–1940), greve och fideikommissarie
  - Corfitz Beck-Friis (1909–1972), greve och fideikommissarie
- Hans Gustaf Beck-Friis (1893–1982), diplomat
- Jakob Beck-Friis (1892–1970), arkitekt
- Joachim Beck-Friis (1856–1927), friherre disponent och riksdagsman
- Joachim Beck-Friis (1861–1939), diplomat
- Joachim Tawast Beck-Friis (1827–1888), friherre, hovmarskalk och riksdagsledamot
- Joakim Beck-Friis (1722–1797), riksråd
- Johan Beck-Friis (1862–1929), jordbruksminister och riksdagsledamot
- Johan Beck-Friis (1890–1969), ambassadör och kabinettskammarherre
- Johan Beck-Friis (general) (1729–1796), general och landshövding
- Johan Jansson Beck-Friis (född 1959), veterinär och informationschef
- Lave Beck-Friis, flera personer
  - Lave Beck-Friis (diplomat) (1834–1904), friherre, godsägare och diplomat
  - Lave Beck-Friis (jurist) (1857–1931), häradshövding, riksdagsledamot
  - Lave Beck-Friis (sjöofficer) (1883-1958), marinattaché, kommendör och chef för Sjökrigsskolan
- Lisbeth Palme, född Beck-Friis (1931–2018), barnpsykolog
- Regina Beck-Friis (1940–2009), född Nordenfelt, dansare och koreograf
- Sigvard Beck-Friis, flera personer
  - Sigvard Beck-Friis (1855–1937), friherre, militär och hovman
  - Sigvard Beck-Friis (1913–1976), greve, militär och godsägare
- Stina Beck-Friis (1865–1954), konstnär
- Wibeke Beck-Friis (1916–2008), textilkonstnär
- Wilhelmina Beck-Friis (1725–1786), tecknare

### Ordnade efter släktskap (?)
- Joakim Beck-Friis (1722–1797), riksråd
- Johan Beck-Friis (1729–1796), general och landshövding
- Corfitz Beck-Friis (1824–1897), greve, riksdagsman
  - Lave Beck-Friis (1857–1931), häradshövding, riksdagsledamot
  - Joachim Beck-Friis (1861–1939), diplomat
  - Stina Beck-Friis (1865–1954), konstnär 
  - Augustin Beck-Friis (1869–1927), friherre, greve och diplomat
- Joachim Tawast Beck-Friis (1827–1888), friherre, hovmarskalk och riksdagsledamot
  - Joachim Beck-Friis (1856–1927), friherre disponent och riksdagsman
  - Johan Beck-Friis (1862–1929), jordbruksminister och riksdagsledamot
- Lave Gustaf Beck-Friis (1834–1904), friherre, godsägare och diplomat
- Carl Beck-Friis (1886–1969), bruksägare, politiker
- Christian Beck-Friis (1890–1950), ingenjör
- Johan Beck-Friis (1890–1969), ambassadör och kabinettskammarherre
- Hans Gustaf Beck-Friis (1893–1982), diplomat
- Barbro Beck-Friis (född 1931), läkare med professors namn
- Lisbeth Palme (1931–2018), född Beck-Friis, barnpsykolog, gift med Olof Palme
- Regina Beck-Friis (1940–2009), född Nordenfelt, dansare och koreograf
- Johan Jansson Beck-Friis (född 1959), informationschef på Sveriges veterinärförbund och chefredaktör för Svensk veterinärtidning. Styrelseledamot i Djurskyddet Sverige
- Richard Beck-Friis Häll, född Häll, överstelöjtnant, chef för Kommendantstaben i Stockholm